# Adiantum edentulum
Adiantum edentulum là một loài thực vật có mạch trong họ Adiantaceae. Loài này được H. Christ miêu tả khoa học đầu tiên năm 1905.